# Nordkap Bank
Die Nordkap Bank AG (bis 2003 ABB Export Bank) war ein auf Handels-, Export- und Projektfinanzierung spezialisiertes Schweizer Kreditinstitut.
Das Unternehmen wurde 1963 als Export Finanzierungs AG (EFAG) durch den Schweizer Industriekonzern Brown, Boveri & Cie. gegründet. Die Aktivitäten der Finanzgesellschaft beinhaltete bis 1996 das Anbieten von Export- und Handelsfinanzierungen für die Handelspartner der BBC bzw. der 1988 daraus hervorgegangenen ABB.
1996 erhielt die Finanzgesellschaft von der Eidgenössischen Bankenkommission die Bewilligung als Bank, worauf der Name auf ABB Export Bank geändert wurde. Die ABB Export Bank dehnte in der Folge als Teil des ABB-Geschäftsbereichs Structured Finance ihr Angebot auf weitere Finanzierungsformen aus. Später wurde auch der Kundenkreis ausgeweitet und umfasste auch Kunden, die nicht direkt Handelspartner des ABB-Konzerns waren. Im Zuge des Rückzugs der ABB auf ihr Kerngeschäft, wurde der grösste Teil des Geschäftsbereichs Structured Finance 2002 für rund 2,3 Milliarden US-Dollar an den US-amerikanischen GE-Konzern verkauft. Nicht veräussert wurde die ABB Export Bank. Diese wurde in der zweiten Hälfte 2003 separat an ein Konsortium schwedischer Investoren verkauft.
Mit dem Besitzerwechsel wurde die ABB Export Bank in Nordkap Bank AG umbenannt. Als Kernaktivitäten wurden die Bereiche Handels-, Export- und Projektfinanzierung beibehalten, jedoch auf einer neuen Basis. Die Handelsfinanzierungen stehen nun hauptsächlich in Zusammenhang mit dem internationalen Rohstoffgeschäft und richten sich direkt oder indirekt an Rohstoffproduzenten. Das Geschäft mit Export- und Importfinanzierungen sowie Projektfinanzierungen konzentriert sich auf den Dienstleistungs- und Warenverkehr bzw. auf Infrastrukturprojekte in Schwellenländern.
Im Jahr 2012 erfolgte die Umfirmierung in Nordkap AG.
2015 wurde die Banklizenz aufgegeben und die ehemalige Bank an einen deutschen Investor verkauft. Unter Pillar Merchant AG ist das Unternehmen im Finanzdienstleistungsgeschäft tätig.